# Ivar Schnell

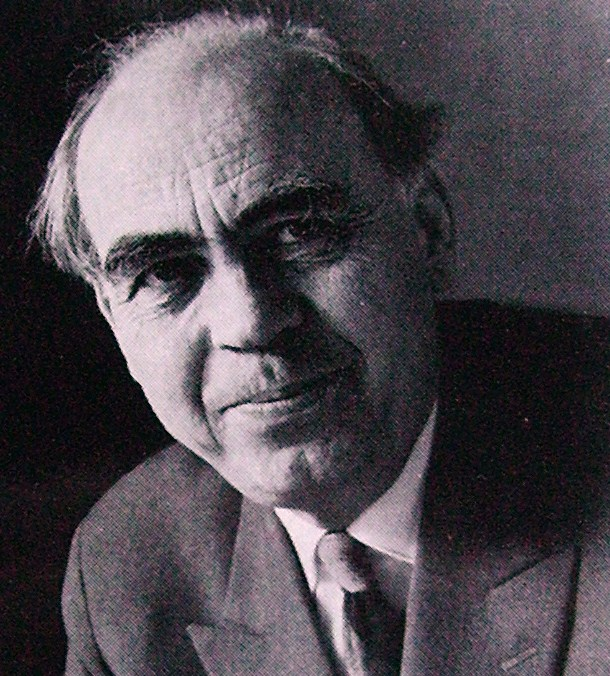
Ivar Schnell

Carl Ivar Schnell, född 18 december 1904 i Stockholm, död 27 november 1993 i Nyköping, var en svensk kulturhistoriker. 

## Biografi
Schnell avlade studentexamen vid Djursholms samskola 1923, filosofie kandidatexamen vid Stockholms högskola 1928 och filosofie licentiatexamen vid Uppsala universitet 1931 i ämnet nordisk och jämförande fornkunskap. Första anställningen var hos Riksantikvarieämbetet från 1924, därefter vid Östasiatiska samlingarna från 1931. År 1934 började han en anställning hos Södermanlands hembygdsförbund som varade till hans pensionering 1970. Han tillträdde 1938 befattningen som landskapet Södermanlands förste landsantikvarie och var 1956–1973 styrelseordförande för Södermanlands Nyheter. Han byggde upp verksamheten vid länsmuseet på Nyköpingshus som marknadsfördes som ”det vänliga museet”. Ett stort antal publikationer utgavs på hembygdsförbundets förlag. Schnell publicerade omkring 350 skrifter eller bidrag i sammelverk och periodica. En unik utgivning är en serie häften med beskrivning av landskapets 124 gamla kyrkor, samlade i nio böcker med namnet ”Sörmländska kyrkor”. Schnell var under 32 år redaktör för hembygdsförbundets årsbok Sörmlandsbygden och blev känd även för ett antal skådespel som uppfördes under årliga midsommarfester på Nyköpingshus åren 1942–1968, varav det mest kända är ”Nyköpings gästabud”. Schnell blev filosofie hedersdoktor 1967 och fick medaljen Illis Quorum 1970.
Ivar Schnell var son till läkaren Rickard Schnell och Henrietta Mueller. Han gifte sig 1931 med Karin Ståhle (1908–1998), som var dotter till järnvägsinspektören Waldemar Ståhle och Greta Stålhammar. Makarna Schnell fick fyra barn. Hustrun var syster till Carl Ivar Ståhle.

## Citat
I Vägvisare genom Södermanland, kapitlet Herremansgårdarna skriver Schnell:
| ” | Det har alltid funnits och skall alltid finnas människor, som genom bättre andlig utrustning, större företagsamhet, hänsynslöshet, tur eller arv får det bättre än andra. De blir "herrar". | „ |
| – Ivar Schnell, Vägvisare genom Södermanland. En studiehandledning i hembygdskunskap. Södermanlands hembygdsförbund. Nyköping 1970, 1971, 1981, s. 65 | |   |

Schnell angående vården av äldre byggnader och inhemskt byggnadsskick: 
| ”                     | Tyvärr kopierade man utländska förebilder så att taken togs till för stora och framsidorna av husen skräpades ned med glasverandor översållade med "snickarglädje". På så sätt gick känslan för den gamla bebyggelsens goda proportion och material förlorad. | „ |
| – Schnell 1981, s. 59 | |   |

Under 40 år fanns denna devis på titelsidan av årsboken Sörmlandsbygden:
| ”                                  | Känner du hembygden älskar du den! Älskar du hembygden vårdar du den! | „ |
| – Schnell Årsboken Sörmlandsbygden |                                                                       |   |

## Tryckta skrifter
Ivar Schnell – en bibliografi av Malte Hollertz, tryckt i Sörmlandsbygden 44 (1975), s. 156–181.